# Loderhof (Gemeinde Hohe Wand)
Loderhof ist eine Ortslage in der Gemeinde Hohe Wand in Niederösterreich.

## Geografie
Der Weiler liegt am Fuß des Osthangs der Hohen Wand in der Ortschaft Stollhof. In Loderhof befindet sich eine schlichte Wegkapelle aus dem Anfang des 20. Jahrhunderts.

## Geschichte
Laut Adressbuch von Österreich waren im Jahr 1938 in Loderhof ein Hotel und ein Landwirt mit Direktvertrieb ansässig.